# Forteresse Pierre-et-Paul
La forteresse Pierre-et-Paul (russe : Петропа́вловская кре́пость, Petropavlovskaïa krepost) est une forteresse au cœur de Saint-Pétersbourg. Elle comprend plusieurs bâtiments, dont la cathédrale Pierre-et-Paul, où sont enterrés tous les empereurs russes depuis Pierre le Grand, la Monnaie nationale (encore en activité), le bastion Troubetskoï, la crypte grand-ducale et le musée municipal de Saint-Pétersbourg. Historiquement, c'est le lieu de fondation de la ville en 1703.

## Historique

### Fondation
La forteresse et la ville de Saint-Pétersbourg sont fondées par Pierre le Grand le 16 mai 1703, jour de la Pentecôte, sur la petite île aux Lièvres, (Zaïatchii lièvre ou Vesiolii - gai ostrov), sur la Neva :

« Alors qu'il explorait l'île Jänisaari - en finnois «île des lièvres » - [Pierre] s'empara de la baïonnette d'un soldat, arracha de la terre deux touffes d'herbe et, les ayant assemblées, s'exclama : « Ici sera la ville. » Puis il s'arma d'une bêche et commença par creuser un fossé. C'est à ce moment précis qu'apparut dans le ciel un aigle qui se mit à planer au-dessus du tsar. Quand, le 16 mai 1703, le jour de la Sainte Trinité, la fosse eut atteint une largeur d'environ deux archines, on y plaça un tombeau taillé dans la pierre.
Le représentant du clergé l'aspergea d'eau bénite et le souverain déposa à l'intérieur une urne contenant une partie des reliques du saint apôtre André. Ensuite, il referma le cercueil d'une dalle de pierre sur laquelle on grava l'inscription : « En l'an 1703, le 16 mai après l'incarnation de Jésus-Christ, fut fondée la ville impériale de Saint-Pétersbourg par le tsar, grand souverain et grand prince, Piotr Alexeïevitch, autocrate de toutes les Russies. »

— Tradition de la fondation de Pétersbourg.
Ettore Lo Gatto met en doute ce mythe fondateur. Non seulement les détails (l'aigle, etc.) sont invraisemblables, mais la présence de Pierre sur les lieux à la date donnée est contestée. Le mythe fut cependant amplement célébré, en particulier lors du bicentenaire de Saint-Pétersbourg. En réalité, ce fut Alexandre Danilovitch Menchikov qui fonda la forteresse. Le choix de l'endroit fut soigneusement pesé et répondait à des besoins stratégiques aussi bien que symboliques.
Les plans de la première citadelle furent conçus en 1703 par l'architecte et ingénieur français Gaspard-Joseph Lambert,,,,, qui furent conservés sans modification majeure. Construite pendant la Grande guerre du Nord contre les Suédois, elle illustre la fonction d'abord militaire de la nouvelle ville. Le 29 juin 1703, à la Saint-Pierre-et-Paul, la forteresse est baptisée « Saint-Pétersbourg ». En 1704, l'Écossais Robert Bruce, alors gouverneur de la forteresse, signala qu'il avait besoin de 40 000 pilotis pour stabiliser le sol marécageux de la citadelle.
Construite à la hâte en pierre et en bois pendant l'été 1703, elle fut complétée un an plus tard par six bastions en terre et madriers, puis reconstruite en pierre à partir de 1706 par l'architecte tessinois Domenico Trezzini, jusqu'en 1740. À partir de 1720, elle servit de casernement pour une garnison et de prison pour les personnalités importantes. La cathédrale Pierre-et-Paul, bâtie de 1712 à 1733, possède une tour-clocher de 123 m, coiffée d'une haute flèche dorée surmontée d'un ange, un des symboles de la ville.
La fonction militaire de la forteresse ne fut jamais plus que symbolique, sa fonction carcérale fut par contre importante. Elle devint prison dès les années 1710. Parmi les prisonniers célèbres, on trouve en 1849 les membres du Cercle de Petrachevski, dont Fiodor Dostoïevski. Construit dans les années 1870, le bastion Troubetskoï devint la prison principale de la ville. Un grand nombre de révolutionnaires russes du XIXe siècle y furent détenus plus ou moins longtemps.

### Pendant la Révolution

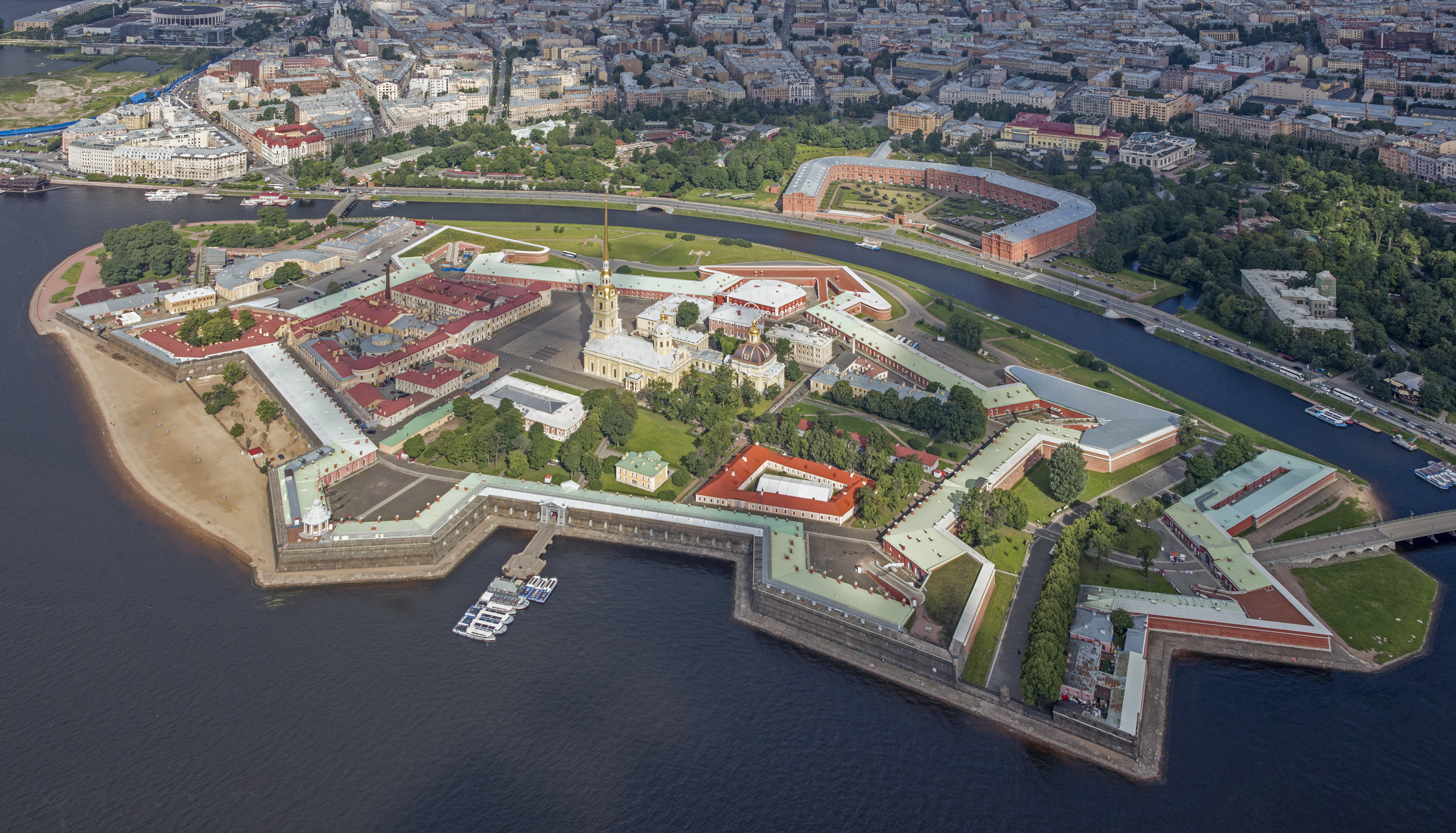
Vue aérienne de la forteresse, entre le Neva (en bas) et le canal Kronverksky.

Le 27 février 1917 (12 mars dans le calendrier grégorien), la forteresse fut attaquée par les soldats mutins du régiment Pavlovskii et les prisonniers s'échappèrent. Sous le gouvernement provisoire, des centaines de personnalités civiles ou militaires de l'Ancien régime y furent emprisonnées, prétendument pour les protéger de la populace. Il y en avait tant que certains furent incarcérés au manège Mikhailovskii. L'empereur Nicolas II fut menacé d'y être incarcéré à son retour de Moguilev à Tsarskoïe Selo, le 8 mars 1917 (21 mars dans le calendrier grégorien), mais il fut finalement retenu au palais Alexandre.
Durant les journées de juillet 1917, lors des troubles insurrectionnels qui agitèrent la ville, les 8 000 hommes de la garnison décidèrent de se joindre aux révolutionnaires, mais se rendirent le 6 juillet 1917 (19 juillet dans le calendrier grégorien) aux forces gouvernementales après avoir été convaincus par les bolcheviks et le Soviet de Petrograd de ne pas faire usage de leurs armes.
Le 25 octobre 1917 (7 novembre dans le calendrier grégorien), la forteresse tomba de nouveau entre les mains des bolcheviks. Après un ultimatum du Comité militaire révolutionnaire aux ministres du gouvernement provisoire installés au palais d'Hiver, puis une salve à blanc du croiseur Aurore à 21 h, les canons de la forteresse tirèrent environ 30 obus sur le palais d'hiver dont seuls deux atteignirent leur cible, ne provoquant que des dégâts mineurs. Les défenseurs du palais refusèrent de se rendre. À 2 h10, le palais d'Hiver fut pris par les forces commandées par Antonov-Ovseenko ; les ministres capturés furent alors emmenés à la forteresse comme prisonniers avant d’être relâchés sur promesse de ne pas œuvrer contre le nouveau gouvernement soviétique.

### À l'époque de l'URSS
La forteresse fut convertie en musée en 1924. En 1931, le laboratoire de dynamique des gaz s'y installa. La structure de la forteresse souffrit de dégâts importants durant le siège de Leningrad par les troupes allemandes lors de la Grande guerre patriotique, mais elle fut restaurée par la suite.

## Personnes emprisonnées notoires
- Alexis Petrovitch, le fils de Pierre le Grand
- Pavel Ivanovitch Pestel : décembriste, condamné à mort
- Sergueï Mouraviov-Apostol
- Piotr Kakhovski
- Fiodor Dostoïevski
- Nikolaï Tchernychevski
- Serge Netchaïev
- Véra Figner
- Mikhaïl Bakounine
- Valentina Dmitrieva
- Dora Brilliant
- Pierre Kropotkine
- Léon Trotski
- Shneur Zalman de Liadi
- Neonila Salova
- Maria Vetrova
- Josip Broz Tito
- Ivan Yakouchkine

## Postérité
La forteresse figure sur les actuels billets de banque russes de 50 roubles.

## Galerie

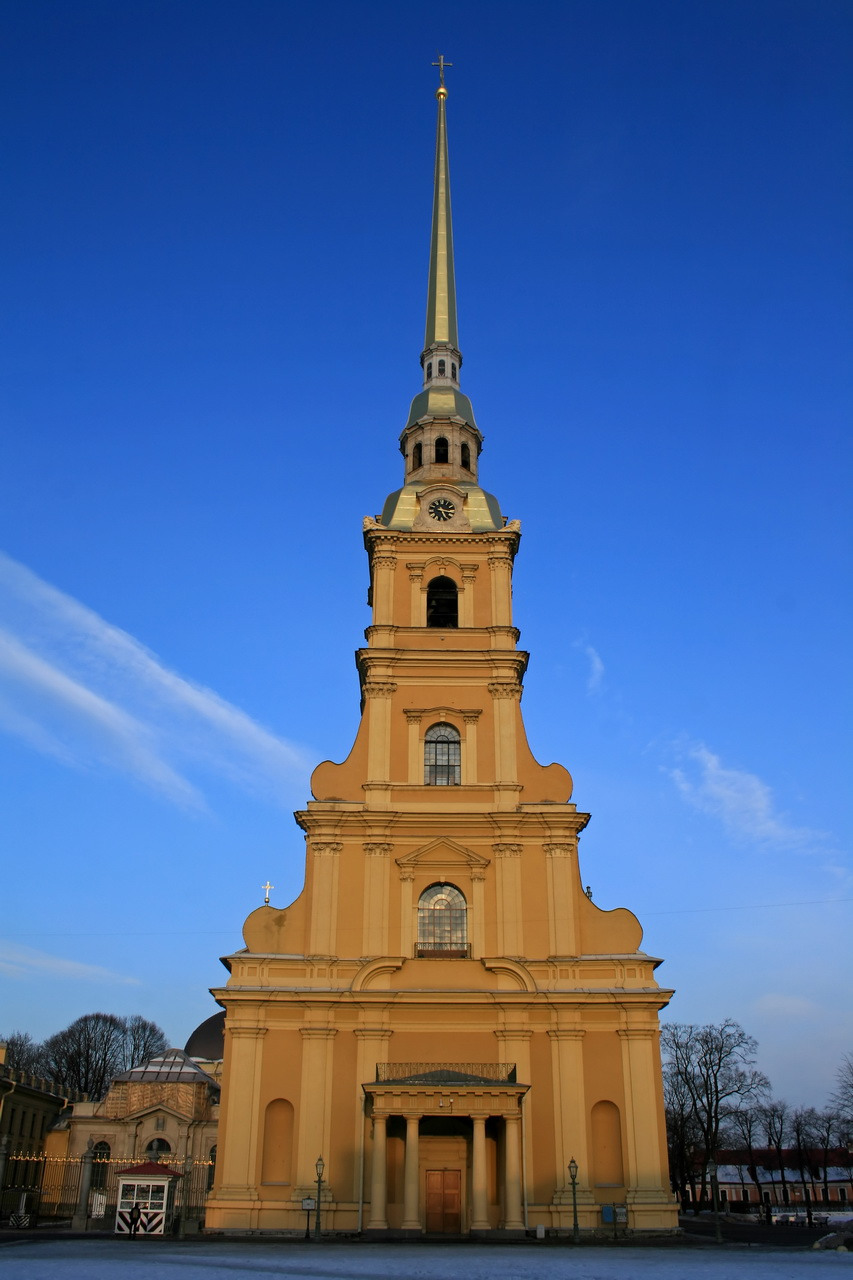
Vue de la collégiale saints-Pierre-et-Paul.
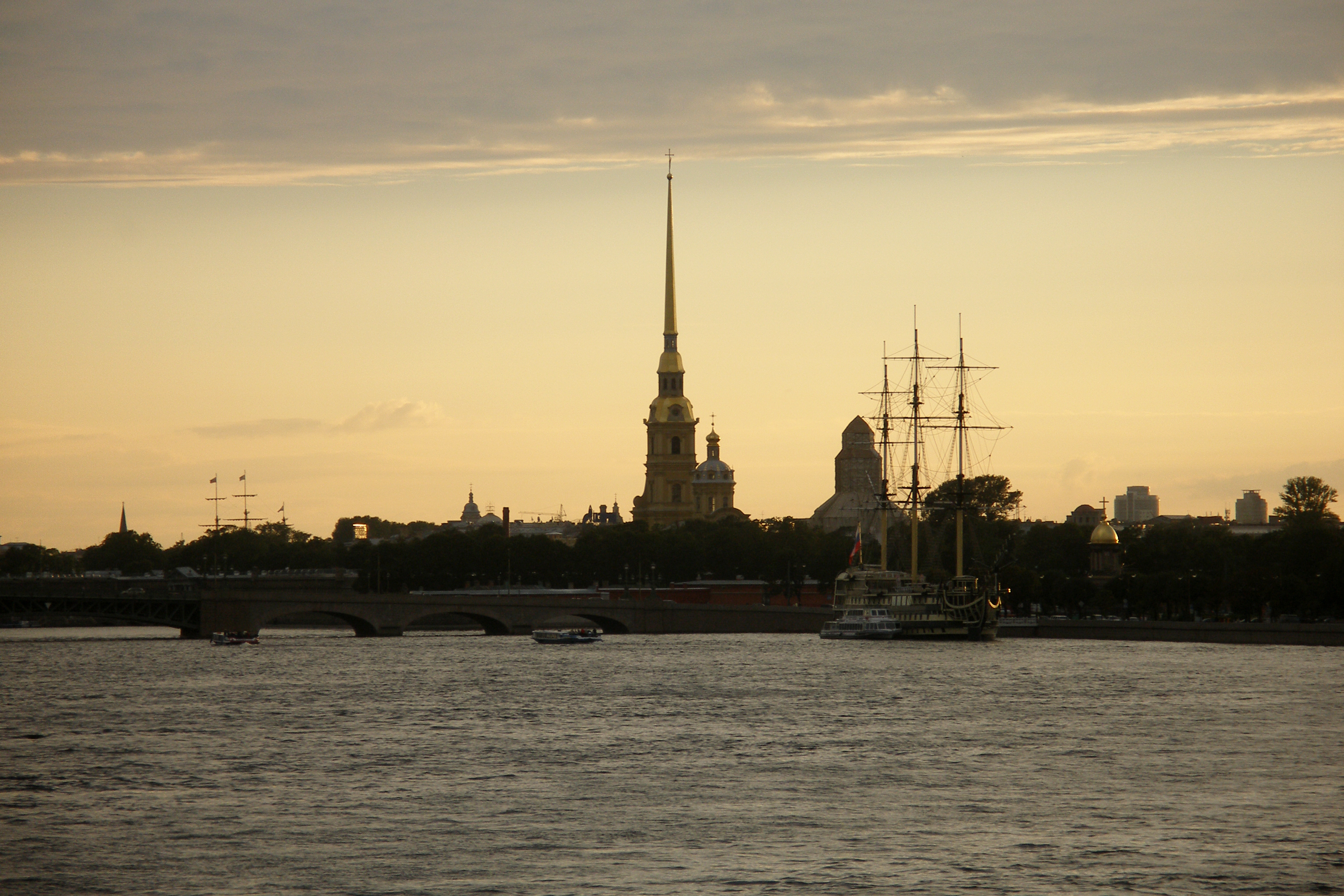
La collégiale saints-Pierre-et-Paul.
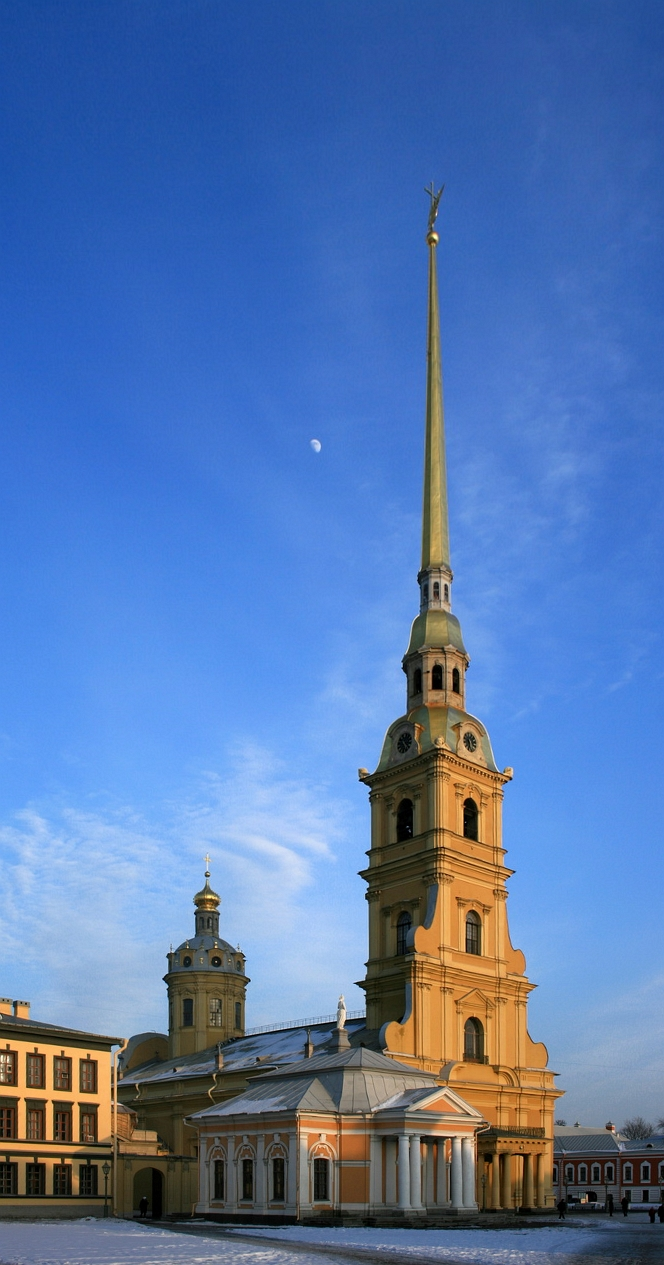
Saints-Pierre-et-Paul, par Trezzini.
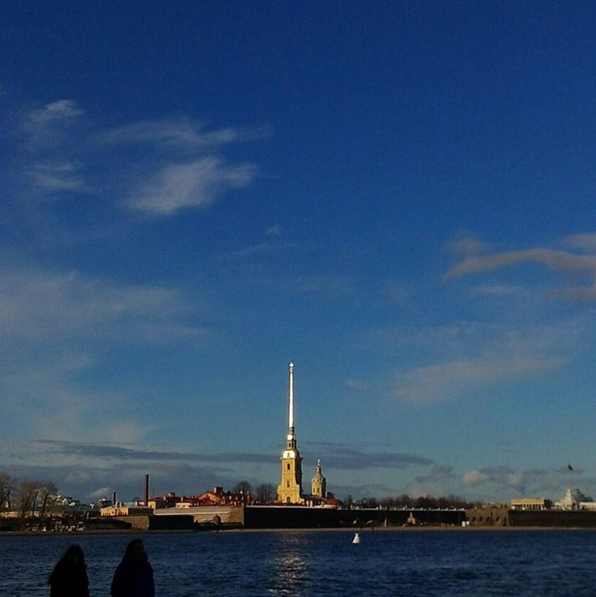
Forteresse Pierre-et-Paul. Une vue sur la rivière Neva
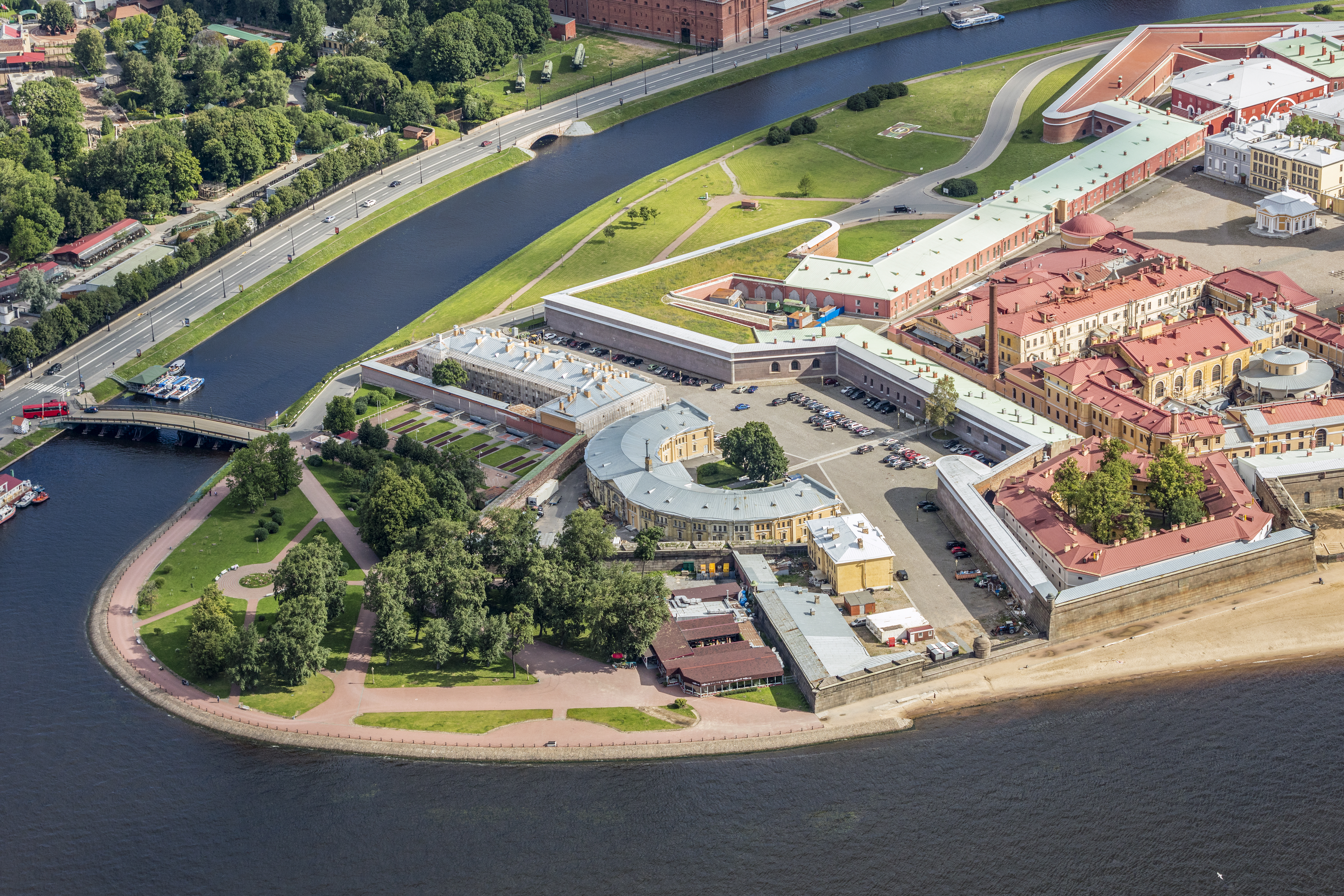
Vue aérienne de la courtine Vassilievski.